# Кайрбре Кошачья Голова
Кайрбре Кошачья Голова (или Кайрбре Кинхайт) — легендарный верховный король Ирландии. В источниках указаны разные версии его происхождения, а также место данного правителя в перечне верховных королей. Он правил в I веке нашей эры («Книга захватов Ирландии» помещает правление на 80-е или 90-е годы; Джеффри Китинг писал, что Кайрбре правил с 55 по 60 год, а «Анналы четырёх мастеров» — с 9 по 14 год).

## Этимология
Персонаж именуется Кайрбре или Кайрпре. Его прозвище Кошачья Голова (Кинхайт) производят от «Chinn Chait», так как, по легенде, его уши формой напоминали кошачьи и имели кошачий мех.

## Версия «Книги захватов Ирландии»
В «Книге захватов Ирландии» говорится, что Кримтанн Ниа Найр убил Конхобара и сам стал верховным королём Ирландии. После него стал править Кайрбре.
Автор «Книги захватов» не знает точного происхождения этого верховного короля. В качестве версий происхождения он предполагает, что Кайрбре мог быть:
1. или потомком Луайгне из Тары
2. или происходить от сыновей богини Дану
3. или от Катрайга из Коннахта
4. или Коркорри и быть потомком Кимбаэта, сына Финтана (мужа Махи Рыжая Грива), и принадлежать к роду сыновей Миля.

О пятилетнем правлении Кайрбре «Книга захватов» не рассказывает, лишь именует этого короля современником императора Домициана, правившего в 81 — 96 годы.
Женой Кайрбре она называет дочь Конналла Чернаеха, короля Улада. Их сыном был Моран мак Майн (то есть «Главный»). После Кайрбре правил Ферадах Финдфехтнах.

## Версия Джеффри Китинга
Джеффри Китинг писал, что верховный король Ирландии Кримтанн Ниа Найр правил двадцать лет и «был современником Христа». Кримтанн погиб, упав с лошади «в 5 году н. э.». Преемником Кримтанн Ниа Найр стал его сын Ферадах Финдфехтнах, правивший двадцать лет. Затем три года правил Фиата Финн, а после него верховным королём Ирландии стал, сын Ферадаха Финдфехтнаха — Фиаха Финдолайд, правивший 27 лет.
В конце правления Фиаха Финдолайд был свергнут и убит провинциальными (деревенскими) племенами.
Был организован заговор, лидерами которого были Монах, Буан и Кайрбре. Заговорщики три года готовили пир для «свободных племён» и организовали его в Мак Кру (Коннахт), куда ежегодно свозили треть своих доходов. Празднество проходило девять дней. Когда представители «свободных племён» опьянели, «деревенские племена» набросились на них и перебили.
Среди убитых на пиру были три правителя: Фиаха Финдолайд, верховный король Ирландии; Фейг, сын Фидхейка, король Мунстера и Бресал, сын Фирба, король Ульстера.
Ускользнуть удалось лишь сыновьям этих королей, так как они еще не родились, а их матери успели сбежать в Альбу. В Альбе родились Туатал Техтмаром, сын Фиахи Финдолайда, Тиобрайд Тирех, сын Бресала, и Корб Олом, сын Фирбы.
Эти события Джеффри Киттинг датирует «55 годом».
После убийства Ирландию поразили многочисленные бедствия: неурожай и большой голод. Вспыхнула чума, от которой на пятый год своего правления умер Кайрбре Кошачья Голова. Преемником Кайрбре стал Эллим мак Конрах, правивший 20 лет и свергнутый Туаталом.

## Версия «Анналов четырёх мастеров»
«Анналы четырёх мастеров» писали, что Кримтанн Ниа Найр убил Конхобара и сам стал верховным королём Ирландии. Кримтанн правил 16 лет и умер в «9 году нашей эры» в Эйдере после возвращения из очередной экспедиции. Преемником Кримтанна Ниа Найра на посту верховного короля стал Кайрбре. Новый правитель уничтожил аристократов.
Лишь три беременных женщины смогли избежать резни: Бейн, дочь «короля Альбы», которая была матерью Ферадаха Финдфехтнаха; Круифер, дочь «короля Британии», который был матерью Корба Олома, предка мунстерских Эоганахтов; и Айна, дочь «короля Саксонии», которая была матерью Тиобрайда Тиреха, предка далриадцев.
Во время пятилетнего правления Кайрбре «не было молока, не было рыб и росло мало хлеба». Коровы не давали молока, и в реках не было никаких рыб. Когда Кайрбре умер, то новым правителем стал Ферадах Финдфехтнах.
«Анналы четырёх мастеров» пишут, что у Кайрбре был сын Моран мак Майн.

## Родословная
Цифрами указано родство от отца к сыну
| Версия «Анналов четырёх мастеров»             | Версия «Книги захватов Ирландии»                        | Версия Джеффри Китинга                                        | 1 альтернативная версия, указанная в «Кайрпре Кошачья Голова и племена-данники Ирландии» | 2 альтернативная версия, указанная в «Кайрпре Кошачья Голова и племена-данники Ирландии» |
|                                               |                                                         |                                                               |                                                                                          | 1 Долар из племени Фир Доманн.                                                           |
|                                               |                                                         |                                                               |                                                                                          | 2 Дерга                                                                                  |
|                                               |                                                         |                                                               |                                                                                          | 3 Фергус Дегад                                                                           |
|                                               |                                                         |                                                               |                                                                                          | 4Фиах                                                                                    |
|                                               |                                                         | 1 сын короля Лохланна (который приехал с Лабрайдом Мореходом) | 1 сын короля Лохланна, который приехал с Лабрайдом Мореходом                             | 5 Дубтаха                                                                                |
|                                               |                                                         | 2 Рионнал Дагхармагх                                          |                                                                                          | 6 Ирголл                                                                                 |
|                                               |                                                         | 3 Эарндольб                                                   | 2 Эрнульф                                                                                | 7 Кодалт                                                                                 |
|                                               |                                                         | 4 Ойрис Иллоннах                                              |                                                                                          | 8 Голл                                                                                   |
|                                               |                                                         | 5 Луагйне Лаидчинн                                            |                                                                                          | 9 Магах                                                                                  |
|                                               |                                                         | 6 Тат Тидманнах                                               |                                                                                          | 10 Айлилль                                                                               |
|                                               |                                                         | 7 Диосхун (Diochun Uairiodhnach)                              | 3 Дувкон Уареднах                                                                        | 11 Лугар                                                                                 |
|                                               |                                                         | 8 Рудрайге                                                    | 4 Рув Руад                                                                               | 12 Тойтрехт                                                                              |
|                                               |                                                         | 9 Дубтах                                                      | 5 Дубтах                                                                                 | 13 Дубтах                                                                                |
| 1 Кайрбре Кошачья Голова правил с 9 по 14 год | 1 Кайрбре Кошачья Голова правил примерно в 80-90-е годы | 10 Кайрбре Кошачья Голова правил с 55 по 60 год               | 6 Кайрпре Кошачья Голова                                                                 | 14 Кайрпре Кошачья Голова                                                                |
| 2 Моран мак Майн                              | 2 Моран мак Майн                                        |                                                               |                                                                                          |                                                                                          |